# Ribeirão Jataí
Ribeirão Jataí är ett vattendrag i Brasilien.   Det ligger i delstaten São Paulo, i den sydöstra delen av landet, 500 km söder om huvudstaden Brasília.
Omgivningarna runt Ribeirão Jataí är en mosaik av jordbruksmark och naturlig växtlighet. Runt Ribeirão Jataí är det ganska glesbefolkat, med 32 invånare per kvadratkilometer.